# Salacca
Salacca é um género botânico pertencente à família Arecaceae. A espécie salacca zalacca produz um fruto de nome salak.

## Espécies
Salacca affinis

Salacca clemensiana

Salacca dolicholepis

Salacca dransfieldiana

Salacca flabellata

Salacca glabrescens

Salacca graciliflora

Salacca lophospatha

Salacca magnifica

Salacca minuta

Salacca multiflora

Salacca ramosiana

Salacca rupicola

Salacca sarawakensis

Salacca secunda

Salacca stolonifera

Salacca sumatrana

Salacca vermicularis

Salacca wallichiana

Salacca zalacca